# 東村範兼
平賀 範兼（ひらが のりかね/東村 範兼 ひがしむら のりかね）は、日本の 貴族。東村氏の先祖である。

## 概要
東村氏の祖先となっている。
平賀兼宗の三男として、安芸国（現 広島県西部）に産まれた。
業垣氏の祖先である、平賀兼泰（業垣兼泰）と、藤田氏の祖先である、平賀頼泰（藤田頼泰）の父でもある。